# インドラ・クマール・グジュラール
インドラ・クマール・グジュラール（英語: Inder Kumar Gujral、ヒンディー語: इन्द्र कुमार गुजराल、1919年12月4日 - 2012年11月30日）は、インドの政治家。ラージヤ・サバー議員、駐ソ連インド大使、インド首相（第12代）などを歴任した。

## 経歴
イギリス統治下のパンジャーブ州ジェラム（現在のパキスタン領内）で生まれる。10代のころからインドの独立運動に積極的に参加し、1942年にはクイット・インディア運動の学生指導者として投獄されている。また学生時代にはインド共産党のメンバーでもあった。
インドとパキスタンが分離独立した際に、ラホールからデリーへと移り住んだ。デリーの地方政治に携わるようになり、1958年にはニューデリー市議会の副議長に就任している。その後、インド国民会議へと入党し1964年にラージヤ・サバー議員となる
。インディラ・ガンディー政権では情報放送大臣などの閣僚ポストを経験したのちに、駐ソ連インド大使を務めた。
1980年代の半ばにインド国民会議から離党し、ジャナタ・ダルに参加した1989年の総選挙ではインド国民会議が敗北し、ヴィシュワナート・プラタープ・シンを首班としたジャナタ・ダル政権が発足した。同選挙でグジュラール自身もパンジャーブ州の選挙区で当選を果たし、外相として入閣した。

### 首相
1997年4月21日に首相に就任。